# Galgenturm (Mellrichstadt)
Der Galgenturm ist ein Wartturm, der an der ehemaligen B 19 zwischen Mellrichstadt und Eußenhausen liegt.

## Geschichte(n)
Der Turm wurde im 15. Jahrhundert aus Bruchsteinen errichtet. Ein Vorgängerbau aus Holz stammte aus dem 13. Jahrhundert. Die Besatzung des Turms hatte die Aufgabe, die Straße aus der Grafschaft Henneberg zu beobachten und Mellrichstadt im Falle heranrückenden Unheils rechtzeitig zu warnen. Zu seinem Namen gelangte der Turm durch eine etwa 500 m südlich gelegene Hinrichtungsstätte, von der letztmals 1664 Gebrauch gemacht wurde.
Da der Name Galgenturm oft Interesse erweckte, wurden neben einigen Sagen auch immer wieder Schauermärchen erzählt:
Eines Tages sollte ein Mellrichstädter Bürger für das Mahl Leber und Lunge vom Metzger besorgen und nicht, wie beim letzten Mal, das Geld vertrinken. Da der Mann sein Weib fürchtete, machte er sich eilig auf den Weg. Unterwegs hielten ihn einige Saufkumpane zum Trinken an und er dachte sich, dass ein Bier nichts ausmache. So vertrank er das ganze Geld. Als er dies merkte, fürchtete er den Zorn seiner Frau und erinnerte sich, dass tags zuvor ein Mörder vor den Toren der Stadt erhängt worden sei. Am Galgenturm angekommen, schnitt er unter größter Vorsicht der Erkennung Leber und Lunge heraus und beeilte sich am Rückweg. Daheim bemerkte die Frau nichts und kochte so gut, dass der Mann es bald vergaß. Nachts konnte er aber nicht schlafen, die Fensterläden klapperten und als die Tür zuschlug, erschrak er so sehr, dass er unter der Bettdecke verschwand. Auf einmal hörte er das Knarzen der Stufen und eine heisere Stimme, die immer wieder stöhnte: ‚Mei Lewer, mei Lung’. Mei Lewer, mei Lung!‘ Das Weib bekam dabei nichts mit, da wurde die Tür aufgestoßen und noch einmal: „Mei Lewer, mei Lung’ UND DU HAST SE!“ gerufen.
(Überliefertes Volksgut, kann in der Wortwahl variieren)

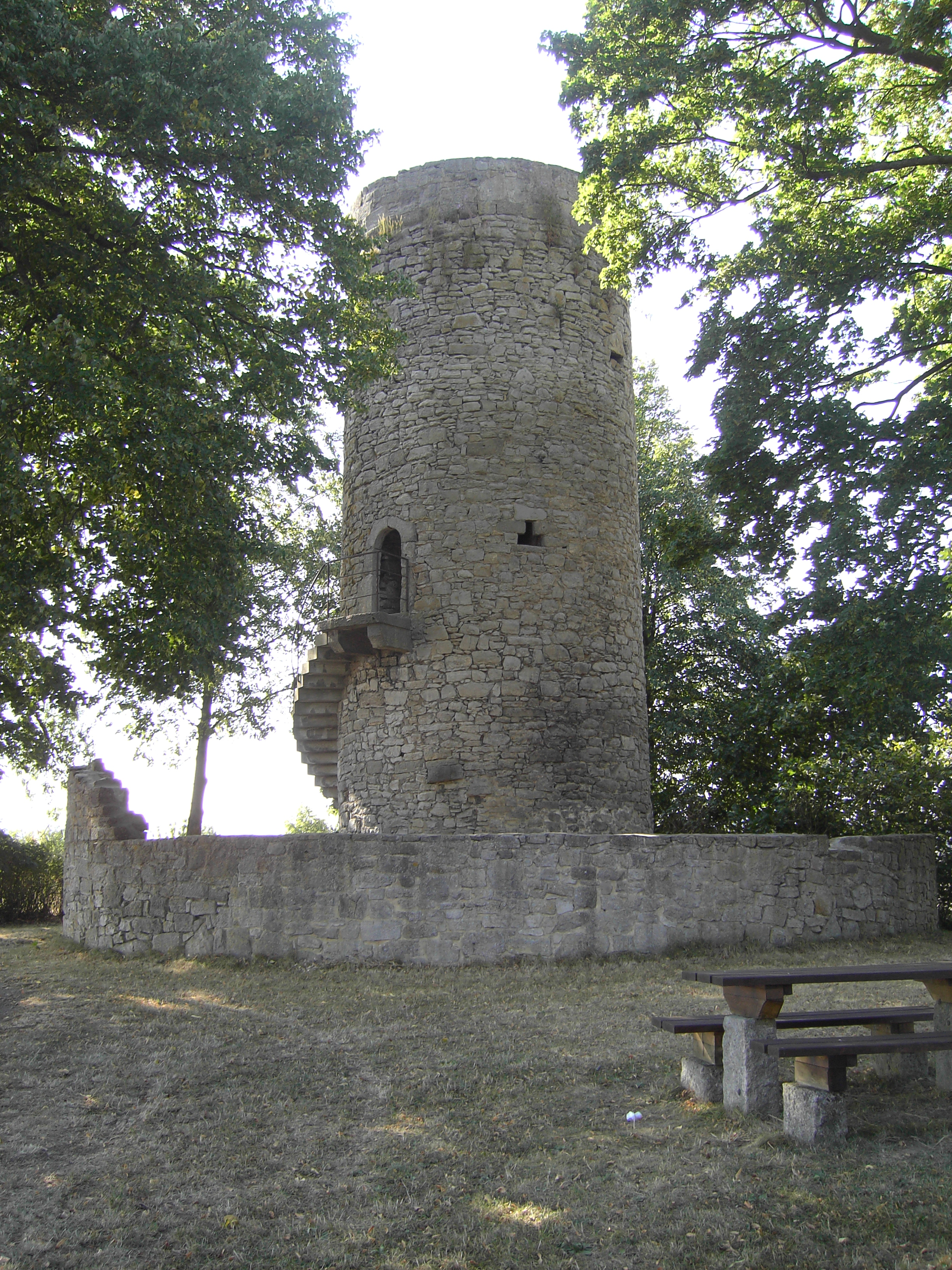
Der Galgenturm von Osten aus gesehen

## Der Turm
Der 11,9 m hohe steinerne Turm ist von einer kopfhohen Umfassungsmauer umgeben, deren Torbogen in Richtung Stadt zeigt. Der Eingang des Turmes, der nicht etwa auf der Stadtseite liegt, sondern in Richtung des Malbachtals und des Bahnhofs, befindet sich auf 4,5 m Höhe. Man erreicht ihn über 25 Stufen der 1969 außen angebrachten Steintreppe. Im Turm befindet sich ein Zwischenboden, unter sein Dach gelangt man über Sprossen. Die Umfassungsmauer wurde erst später ergänzt, wie die unterschiedliche Behauung und Verarbeitung der Steine zeigt. Während der obere Teil des Mauerwerks sauber ausgeführt ist, besteht der eigentliche Turm aus Feldsteinen und Mörtel, die grob aufeinander gefügt wurden. Der Turm ist mit Lichtscharten versehen. Auffällig ist die Bewachsung mit Flechten, die um den ganzen Turm herumreicht.

## Lage und Umgebung
Der Galgenturm ist verkehrstechnisch günstig gelegen. Neben der B 19 führt auch der BAB-Zubringer B 285 nur einige hundert Meter südlich am Galgenturm vorbei. Vom Turm bietet sich eine Aussicht über das obere Streutal, auf die Lichtenburg und das untere Streutal bis nach Mittelstreu. Einige der im Umfeld des Turms gewachsenen Bäume ragen deutlich über das Niveau der Aussichtsplattform hinaus und schränken den Rundblick ein.

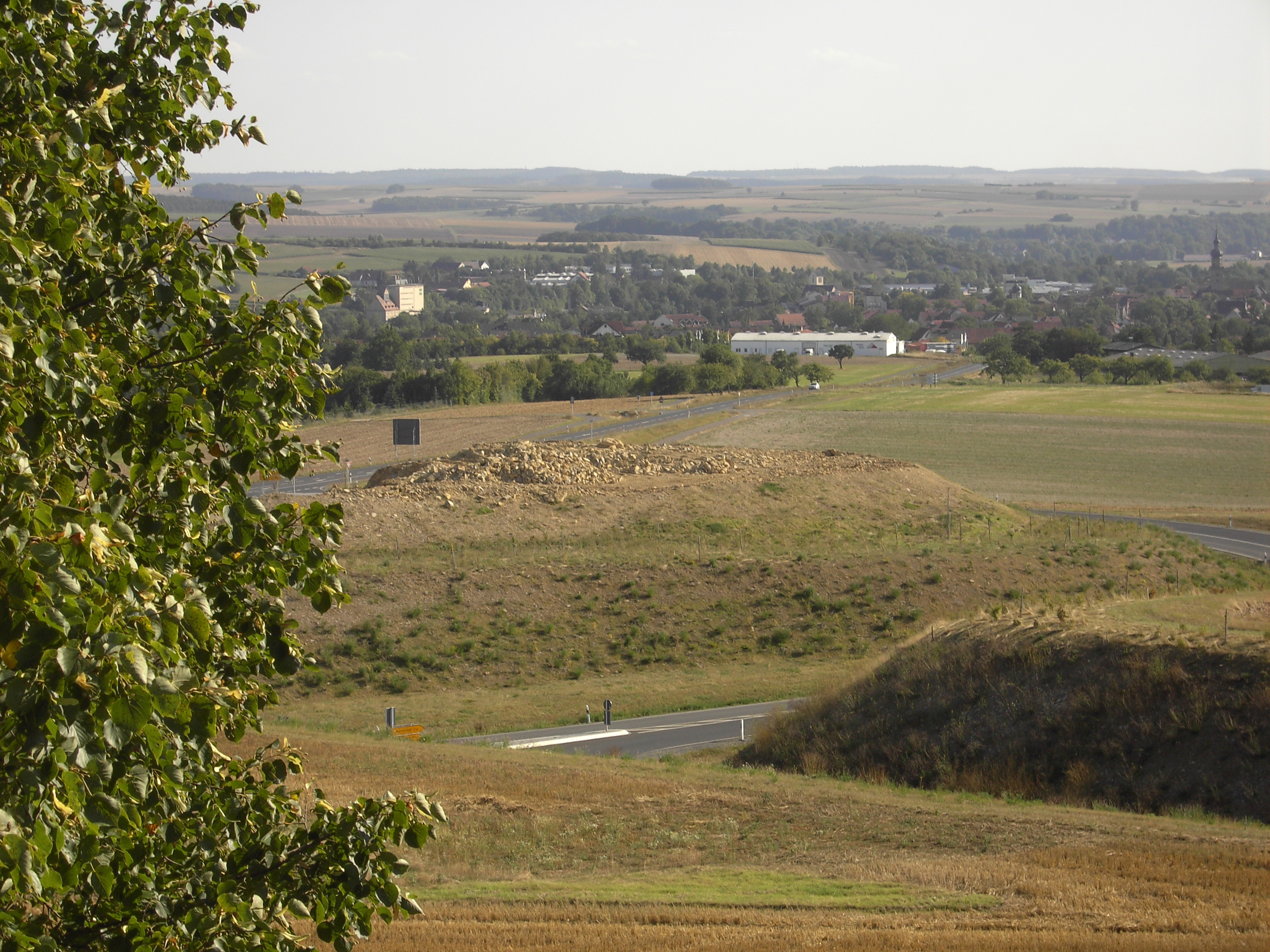
Der Hügel des Erdaushubs während der Abtragung im August 2009

Der Turm war Ende 2008 Thema in der Lokalberichterstattung des Bayerischen Fernsehens, als der zweite Mellrichstädter Bürgermeister in der Sendung Jetzt red i die Beseitigung des Erdaushubes forderte, der beim Zubringerbau aufgetragen worden war. Dieser habe inmitten der Aussicht vom Turm auf die Stadt gelegen und die Sicht auf die Stadtsilhouette massiv beeinträchtigt. Die Erdmasse wurde 2009 abgetragen und beim Bau der Mittelstreuer Umgehung verwendet, die Anfang 2010 fertiggestellt wurde.